# 堅尼 (貨幣)
堅尼是英格蘭王國以及後來的大英帝國及聯合王國在1663年至1813年所發行的貨幣。它是英國首款以機器鑄造的金幣，原先等值1英鎊，亦等於20先令，金價上漲亦使堅尼價值上升，在1717至1816年期間價值等於21先令。
堅尼的名稱來自西非地區的幾內亞，有不少黃金在當地的金礦開採。雖然堅尼現今不再流通，但在某些情況下仍被使用，例如是賽馬以及是拍賣家羊，1堅尼仍等值於1磅1先令（21先令或十進制的1磅5便士）。堅尼亦曾在埃及鎊地区使用（  ）。

## 起源
第一枚堅尼在1663年2月6日鑄造，接著在同年3月27日成為法定貸幣。一個金衡制磅相等於44.5堅尼，所用的金是11/12純金，每個重點達129.4格令。
1堅尼初期的價值等於1磅或20先令，後來在查理二世期間漲價。1670年金幣的重量由8.4-8.5克減至8.3-8.4克，但是價值持續增加，1680年代已漲至22先令。
在查理二世在位期間硬幣直徑25毫米，平均含金量為.9100（1773年檢驗）。「堅尼」並非貨幣的正式的名稱，但是大多數的黃金是來自非洲的畿內亞地區。1663至1884年每年均鑄造堅尼，當中在1663-65及1668年出現了象，此外在部份1674年鑄造的堅尼有象及城堡。

## 十七世紀

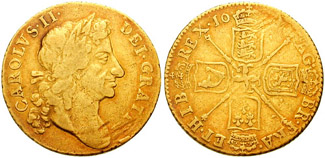
查理二世

硬幣的正面及反面均由約翰·萊特爾（John Roettier）設計。硬幣的正面可以看到臉部向右并戴上桂冠的國王頭像，周围为字样  (蒙上帝恩典的查理二世)；反面则是被四枝权杖分隔开来的四個盾牌，分別指代英格蘭、蘇格蘭、法國及愛爾蘭，反面外圈则刻有  （英國、法國及愛爾蘭國王）。為避免將鍍金的銀幣混淆，側邊一部份被修改（另外為識別 銀冠的側邊文字）。直到1669年硬幣的邊緣是垂直，有直立的紋狀，而1670年起則採用斜紋。
John Roettier在詹姆斯二世登基後繼續設計硬幣。在他在位期間，硬幣重8.5克、直徑25-26毫米，在位期間每年均被鑄造，金含量達.9094。硬幣每年都有發行，但沒有象及城堡。國王的臉部向左，被 IACOBUS II DEI GRATIA （蒙上帝恩典的詹姆斯二世）文字包圍。硬幣的反面與查理二世大致相同，是除了將連接中央的「C」字刪去。邊綠是斜紋。

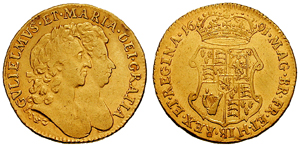
威廉與玛丽

1688年光榮革命中成功將詹姆斯二世趕下台，他的女兒玛丽及她的丈夫威廉共治英格蘭。他們的頭像在堅尼硬幣上以羅馬式出現，威廉的頭部向上，刻有 GVLIELMVS ET MARIA DEI GRATIA。在前任君主下台後，反面設計受到了影響，順時針起第一等分是法國，然後是蘇格蘭、愛爾蘭以及英格蘭。在盾的中央更有一個小盾代表了拿騷的獅子，背面的文字刻著 MAG BR FR ET HIB REX ET REGINA date (大不列顛、法國、愛爾蘭國王及王后）。在位早期，堅尼的價值曾一度上漲至接近30先令。堅尼重8.5克，直達約25-26毫米，由詹姆斯及諾伯特·萊特爾兩兄弟在1689至1694年生產，都沒出現象及城堡。不過在1692及93年的版本刻有大象。
1694年王后玛丽死於天花後，威廉繼續在位。1695-1701年每年均鑄造堅尼，都沒出現大象及城堡。設計者可能是約翰·克羅科爾（Johann Crocker），另名John Croker。因為詹姆斯·萊特爾在1698逝世以及他的弟弟諾伯特於1695年搬往法國居住。
威廉三世的硬幣重8.4克，平均含金量達0.9123。直徑達25-26毫米，1701年以後直徑為26-27毫米。威廉的頭部面向右邊，刻有 GVLIELMVS III DEI GRATIA，反面的設計改名查理二世以及詹姆斯二世時代所使用的設計，但在硬幣中央仍然擁有一個代表拿騷的獅子的小盾，刻有 MAG BR FRA ET HIB REX date，硬幣有斜紋邊。

## 十八世紀

### 安妮女王
在女王安妮（1702-14年）在位期間，幾乎每年在都鑄造堅尼，除了1704年例外。1703年堅尼印有「VIGO」在女王的胸部之下，紀念與西班牙维哥湾海战打勝仗從對手掠奪而慶祝。
1707年聯合法案使英格蘭議會及蘇格蘭議會合併，統一成為大不列顛王國，大不列顛帝國堅尼反面設計被改變。徽章的設計是十字形的盾，隔著英格蘭、蘇格蘭、法國及愛爾蘭，刻著 MAG BRI FR ET HIB REG date （大不列顛、法國及愛爾蘭女王）。根據聯合法案，英國及蘇格蘭徽章結合在一個盾，左半部是英格蘭徽章，右半部是蘇格蘭徽章，動章出現卡盾上，分別代表英格蘭、蘇格蘭、法國、英格蘭及蘇格蘭、愛爾蘭。大象及城堡登場的金幣在1708及1709年出現。反面的中央設計是嘉德勋章的星章。
金幣重8.3克、直徑25毫米。硬幣側邊受過傾斜加工。1717年，大不列顛採用金本位，1堅尼重129.438格令（8.38克）王冠金，等於22K。

### 喬治一世

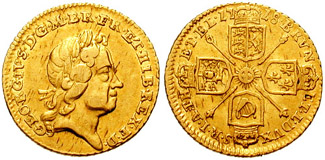
喬治一世1/4堅尼（1718年）

1714至1727年期間每年均鑄造喬治一世貨幣，在1721、22及26年貨幣出現了象及城堡。在他在位期間的堅尼用了五個不同的肖像，當中以1714年貨幣刻上了「神聖羅馬帝國選帝侯」。貨幣重8.3-8.4克，直徑長25-26毫米，含金量達0.9135。1714年的硬幣正面是一個面向右的國王，並刻有 GEORGIVS D G MAG BR FR ET HIB REX F D (蒙上帝恩典，大不列顛、法國及愛爾蘭國王，信仰守護者)，後來硬幣改刻 GEORGIVS D G M BR FR ET HIB REX F D。反面的設計仍然維持不變，但是盾的徽章排序更改為英格蘭、蘇格蘭、法國、愛爾蘭及漢諾威，刻有 BRVN ET LVN DVX S R I A TH ET PR EL 1714（不倫瑞克-呂訥堡公爵、神聖羅馬帝國選帝侯），其他年份是 BRVN ET L DVX S R I A TH ET EL date。硬幣的側邊被磨成斜狀。
堅尼的價值一度出現波動，由20先令漲至30先令，後來又跌到21先令，甚至在喬治一世在位初期只值6便士。1717年12月王室公佈將堅尼的價值維持在21先令。

### 喬治二世

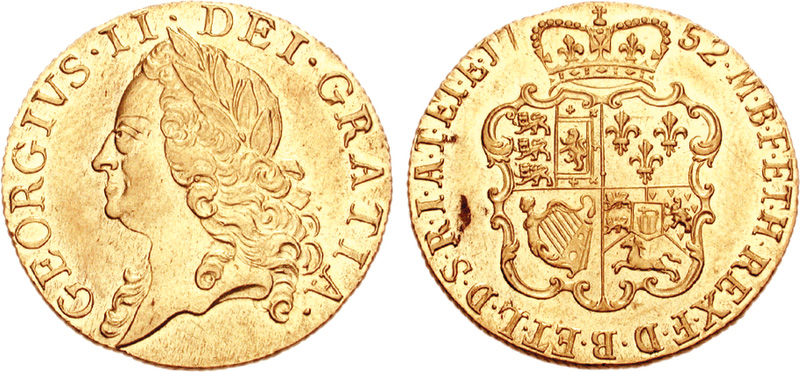
喬治二世

喬治二世堅尼多個版本，登基33年以來有8個正面及5個背面版本。除了1742、1744、1754及1757年之外，每年均鑄造堅尼。硬幣重8.3-8.4克及擁有25-26毫米直徑，除了1727年版本的直徑24-25毫米。平均含金量達.9140。一些在1729至1739年所發行的貨幣在國王頭下標有「EIC」，表示金幣是供應給東印度公司。1745年的部份貨幣加上「LIM」表示貨幣來自海軍上將喬治·安森在航行得到的。在位早期的貨幣硬幣側邊被磨成斜狀，但自1739年起，硬幣側邊被磨成箭頭。1732年將舊造的金幣停止通用，有部份的舊硬幣鑄成新的堅尼。
正面國王的臉部是向左，刻有 GEORGIVS II DEI GRATIA （1739至1743年刻著 GEORGIUS II DEI GRATIA），反面部份有大王冠盾，四個部份分別是英格蘭、法國、漢諾威及愛爾蘭 M B F ET H REX F D B ET L D S R I A T ET E (大不列顛、法國及愛爾蘭國王、信仰的守護者，不倫瑞克-呂訥堡公爵、漢諾威選帝侯）。
與2堅尼及5堅尼不同之處的是，堅尼在喬治三世在任期間仍然繼續鑄造。

### 喬治三世

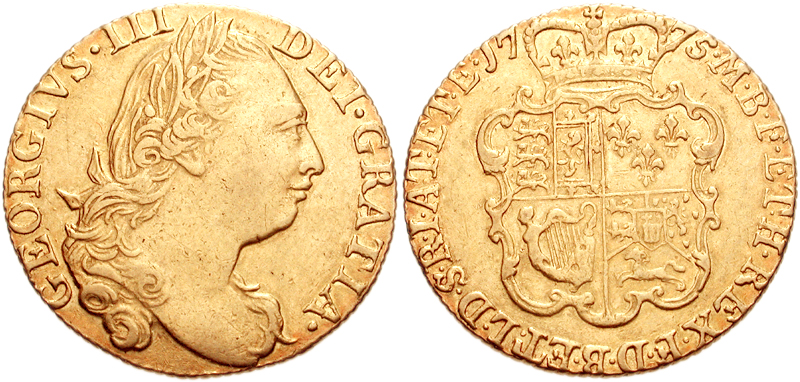
1775年發行的喬治三世1堅尼

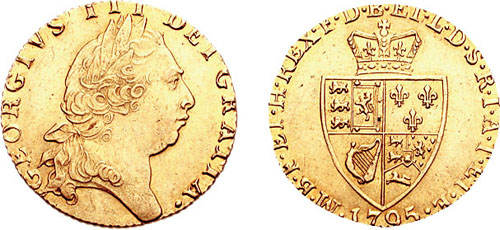
1795年鑄造的喬治三世桃形堅尼

喬治三世的堅尼重8.4克，直徑24毫米，平均含金量達0.9146（1773年檢驗值）。有六個正面版本以及三個背面版本：1761、1763至79年、1781至99年以及1813年。所有硬幣國王的正面都是臉部向右並刻有 GEORGIVS III DEI GRATIA以及不同的國王肖像。反面的堅尼在1761至1786年期間有王冠盾顯示英格蘭+蘇格蘭、法國、愛爾蘭及漢諾威的徽章，刻有 M B F ET H REX F D B ET L D S R I A T ET E date（大不列顛、法國及愛爾蘭國王，信仰守護者，不倫瑞克-呂訥堡公爵、神聖羅馬帝國漢諾威選帝侯）。1787年的新設計的貨幣特徵是出現了桃形盾，所刻是文字與以往一樣，這種堅尼被稱為「桃形堅尼」。
1774年，接近2000萬堅尼在威廉三世及安妮皇后統治期間被重新鑄造為1堅尼及0.5堅尼。
在18世紀末，黃金變得相當缺乏，價值持續上升。法國大革命以及之後的法國大革命戰爭，國內黃金儲存量大幅減少，人民開始將黃金收藏。國會通過法例讓鈔票成為法定貨幣。1799年堅尼停止鑄造，但是0.5堅尼及3堅尼仍然繼續鑄造。根據1800年大不列顛及愛爾蘭聯合法案，國王的稱呼改變，1800年11月5日的命令中命令鑄幣局長準備新硬幣，其設計已經準備完成，但未能批准生產。

## 十九世紀

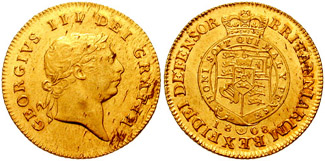
1808年發行的0.5堅尼。

1813年英國需要鑄造80,000堅尼支援威靈頓公爵在比利牛斯山的軍事行動。原因是當地人只接受黃金作交易。這又被稱為「軍事堅尼」。此時仍然非常缺乏黃金，堅尼的價值已經漲至27先令，鑄造是為了軍隊的特別需要，這是最後一次鑄造堅尼。軍事堅尼反面有獨特的設計，盾是代表嘉德，在盾內刻上文字 HONI SOIT QUI MAL Y PENSE在盾上，側邊刻著 BRITANNIARUM REX FIDEI DEFENSOR （不列顛國王，信仰的守護者）以及「1813」。

### 被英鎊取代
在1816年金幣本位制後，堅尼的法定貨幣地位被鎊取代。
雖然金幣停止發行，但是堅尼仍然在一段長時間內等於21先令（相當於1.05鎊）。堅尼成為了貴族的象徵，如專業徵費，以及土地、馬匹、藝術、訂造洋服、傢私以及其他奢侈品仍然使用堅尼，直到1971年改用十進制為止。類似的情況同樣在澳洲出現，直到1966年採用十進制為止。
至今仍然在牲畜拍賣上仍然使用堅尼，買家以堅尼標價，而賣家實則會收到1:1英鎊交易，差別在於拍賣商每一堅尼收取5便士的佣金。在世界多個舉行賽馬地方的國家有兩場分別名為「一千堅尼」以及「二千堅尼」的賽事，現今這些賽事的總獎金額遠高於1050或2100英鎊。

## 圖像

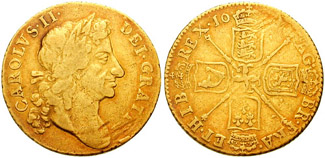
查理二世
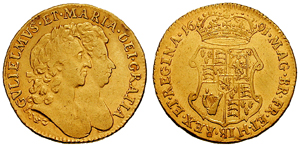
威廉及玛丽
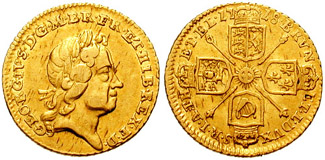
喬治一世
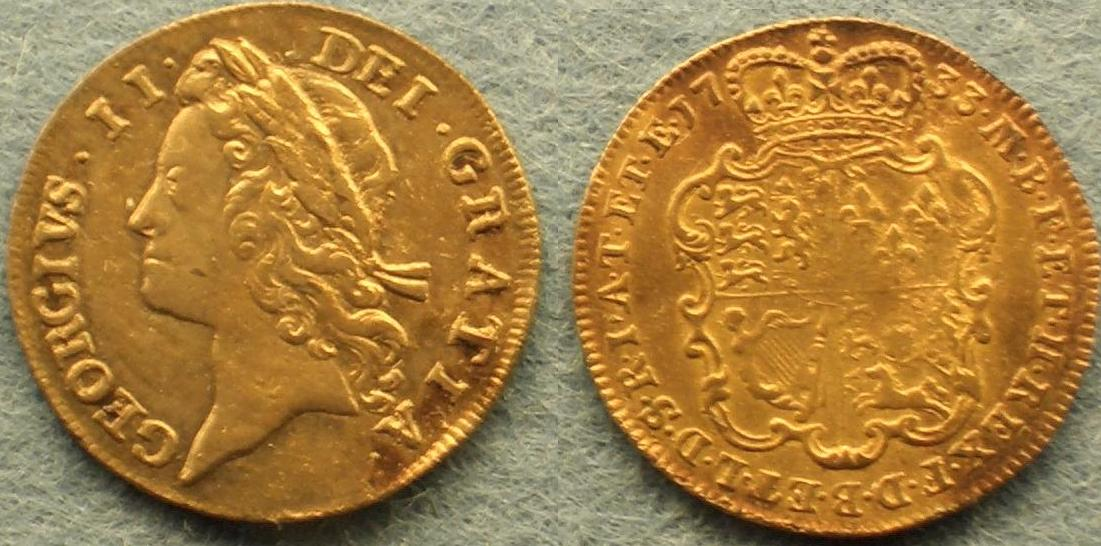
喬治二世 (2堅尼)
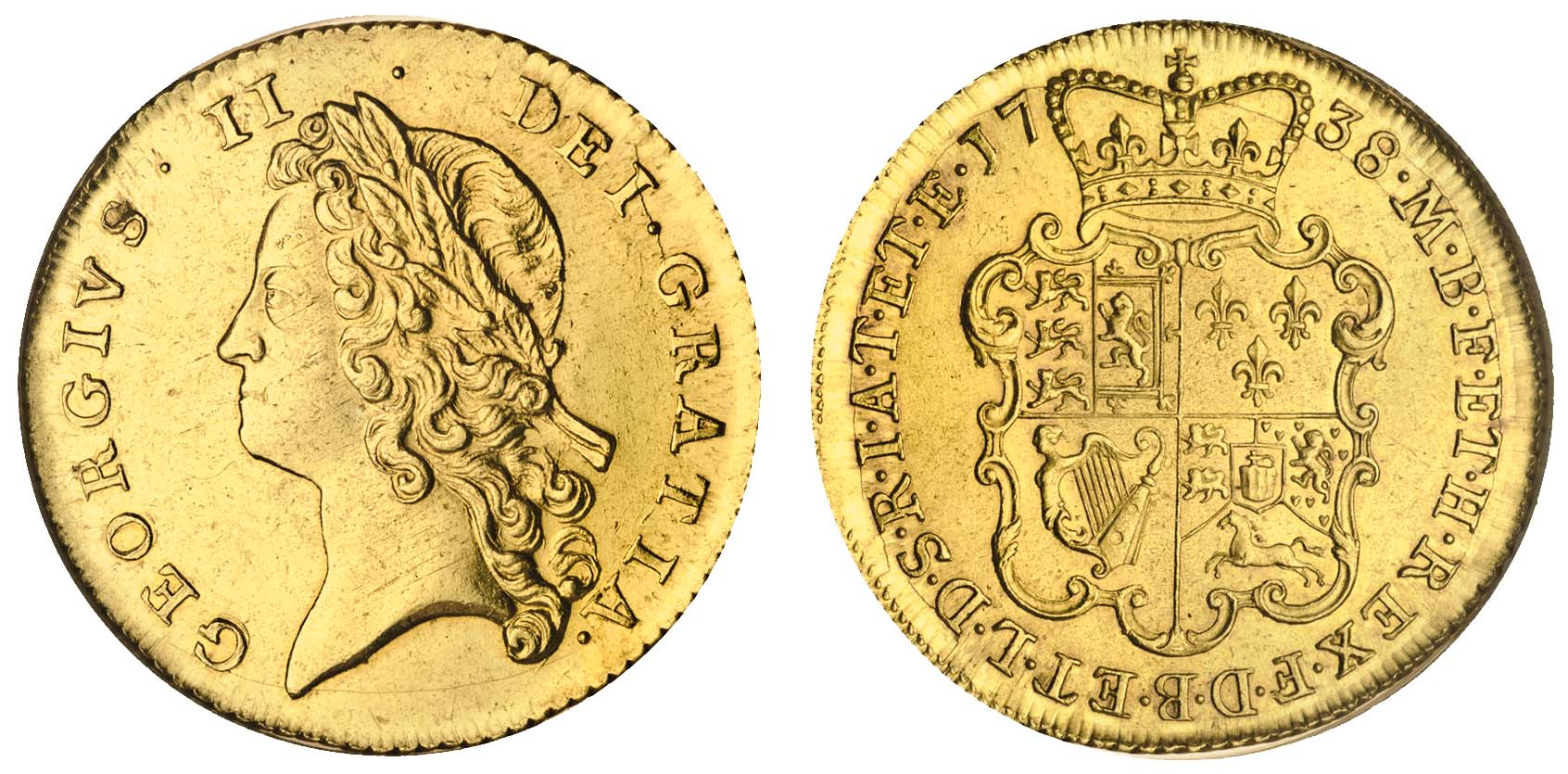
喬治二世 (2堅尼)
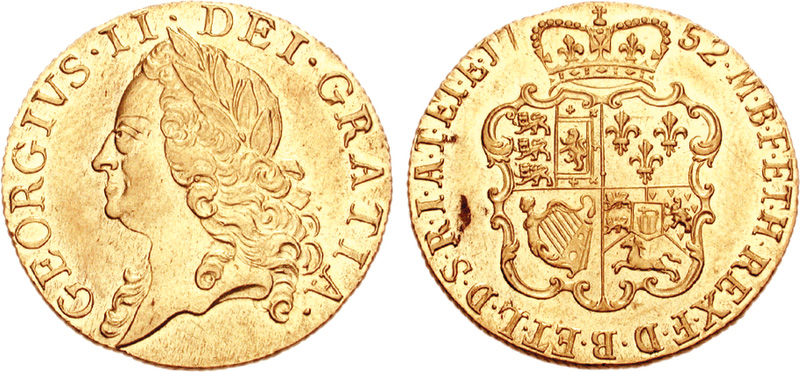
喬治二世
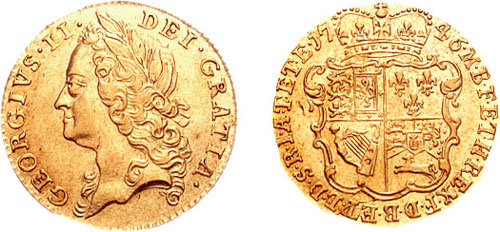
喬治二世 (0.5堅尼)
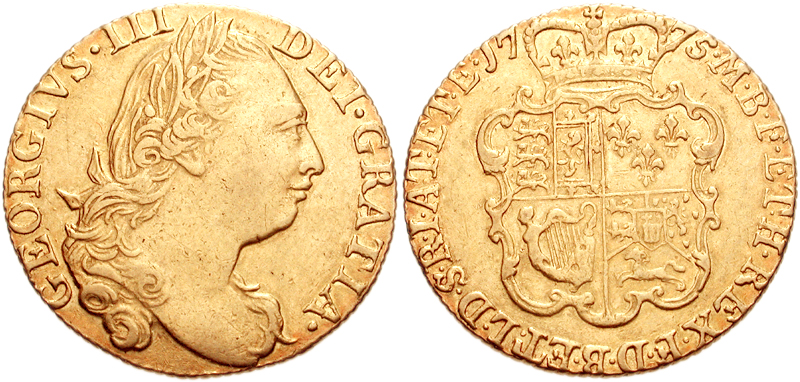
喬治三世
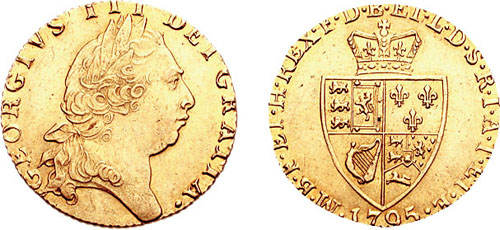
喬治三世桃形堅尼
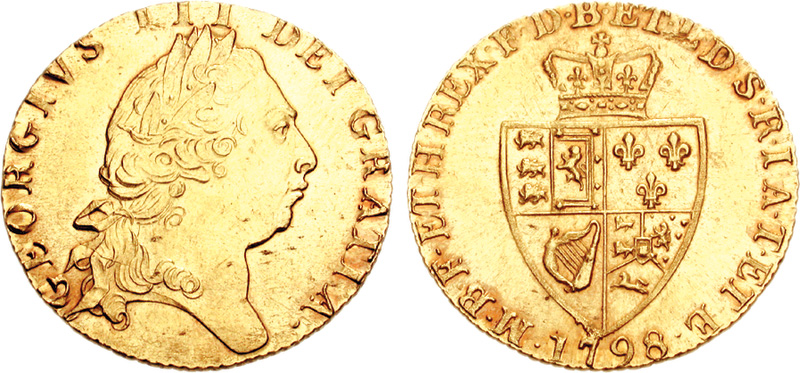
喬治三世桃形堅尼
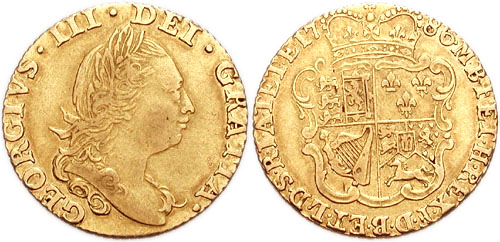
喬治三世0.5堅尼
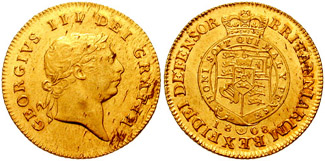
喬治三世3堅尼
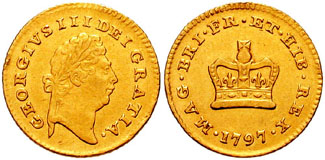
喬治三世3堅尼

## 外部連結
- 英國硬幣（页面存档备份，存于）
- 英國金幣